# Pradontomerus hyper
Pradontomerus hyper är en stekelart som beskrevs av Boucek 1978. Pradontomerus hyper ingår i släktet Pradontomerus och familjen gallglanssteklar.
Artens utbredningsområde är:
- Tanzania.
- Zimbabwe.

Inga underarter finns listade i Catalogue of Life.